# Humensko
Humensko je hradiště u Jíloviště v okrese Praha-západ ve Středočeském kraji. Nachází se severně od vesnice nad pravým břehem Berounky v místech s pomístním jménem Humenská nebo Humensko. Lokalita byla osídlena v pravěku a raném středověku, ale datovat dobu vzniku opevnění se nepodařilo. Místo je chráněno jako kulturní památka.

## Historie
V devatenáctém století býval val na hradišti považován za mohylu mytologické Kazi, což vyvrátil Josef Ladislav Píč a v roce 1916 potvrdil Jan Axamit. Ten zde získal archeologické nálezy z neolitu, eneolitu, doby bronzové a hradištní. Žádné však neumožnily určit období, kdy bylo postaveno opevnění. Přestože nebylo možné zjistit dobu vzniku opevnění, bylo místo pravděpodobně spojeno s blízkým brodem přes řeku. Mohlo tedy sloužit jako jakási snadno bránitelná stanice na významné obchodní cestě.

## Stavební podoba
Staveništěm hradiště se stala ostrožna v severovýchodním výběžku Hořovické pahorkatiny s nadmořskou výškou 246 metrů. Plocha hradiště měří 0,9 hektaru a má trojúhelníkový tvar. Přirozenou ochranu jí poskytují strmé svahy spadající k Berounce nebo do údolí potoka Humenská. Jediná přístupná strana se nachází na jihu, kde ostrožnu spojuje s okolím třicet metrů široká šíje. Zde byl vyhlouben příkop a ze získaného materiálu navršena hradba, z níž se dochoval až pět metrů vysoký val. Cesta do údolí obchází západní konec valu, aniž by byla valem či příkopem přerušena, a prochází přímo plochou hradiště.
Podle Josefa Dufka je pozůstatkem opevnění také terénní stupeň na severovýchodním okraji vrcholové plošiny a za opevnění bývá považován také terénní útvar podél cesty směřující k Berounce na jihovýchodním a severovýchodním svahu ostrožny. Pavel Bolina a Tomáš Klimek však severovýchodní okraj plošiny interpretovali jako ochranu níže vedoucí cesty před splachem hlíny z plošiny a domnělé opevnění cesty považují za úvoz.